# Aïnoumal
Aïnoumal est un village du Sénégal, situé à environ 90 km de Kaolack, en direction de la Gambie.

## Administration
La ville se trouve dans la région de Kaolack.

## Géographie
Les localités les plus proches sont Daro, Sevane, Missira, Taoua et Tilmessane.

### Économie
Un marché traditionnel se tient le mardi et le vendredi.